# Hausmannstätten
Hausmannstätten osztrák mezőváros Stájerország Graz-környéki járásában. 2017 januárjában 3177 lakosa volt.

## Elhelyezkedése

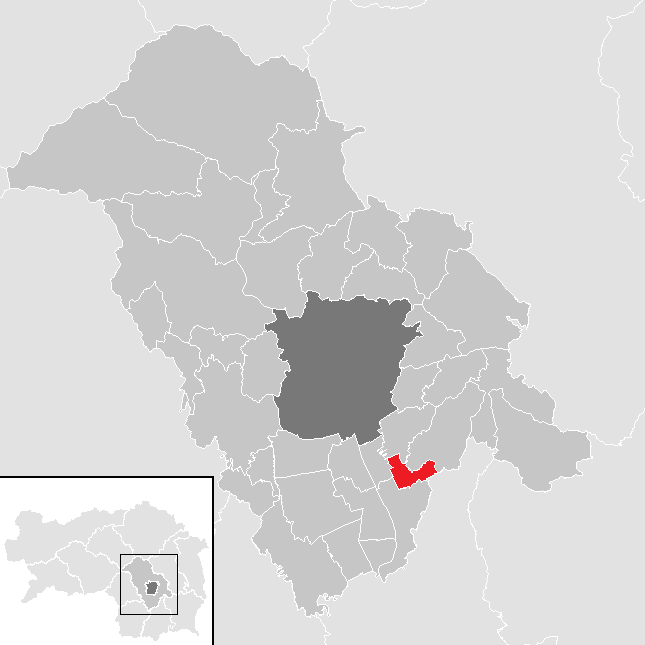
Hausmannstätten a Graz-környéki járásban

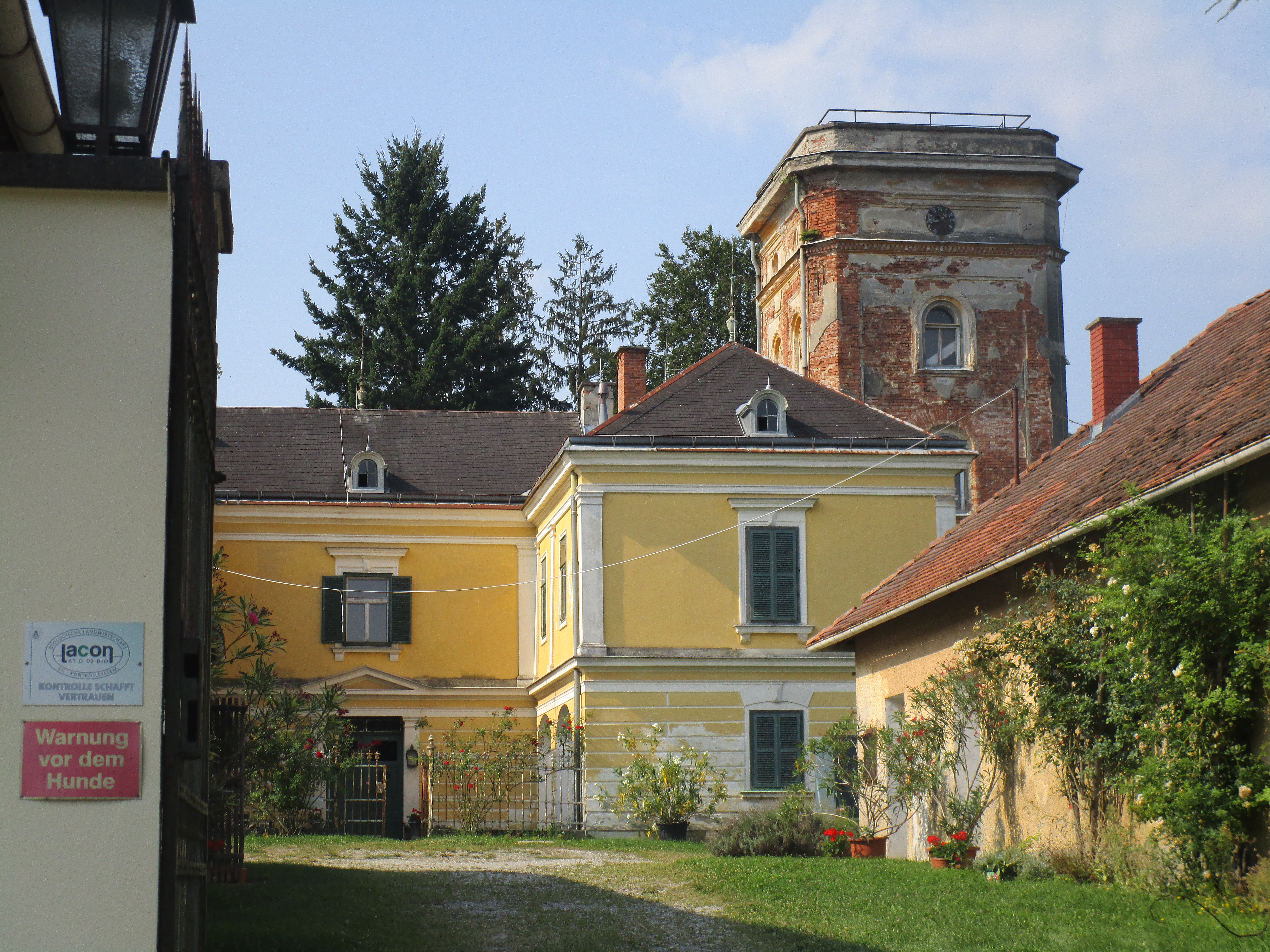
A Pfeilerhof-kastély

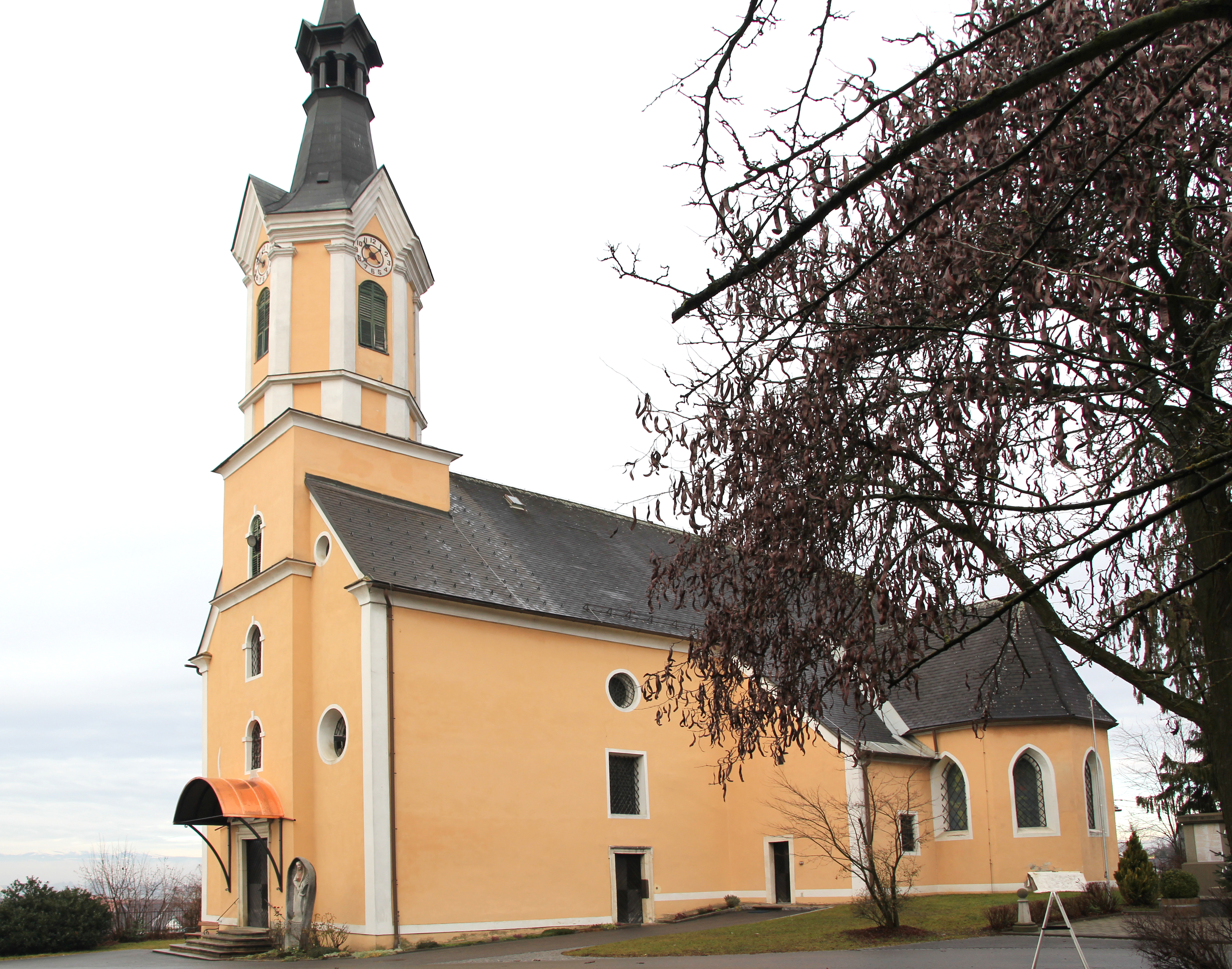
A Szentháromság-templom

Hausmannstätten a Grazi-medence és a Kelet-stájerországi dombság találkozásánál fekszik, kb. 8 km-re délkeletre Graztól. Az önkormányzat 2 települést egyesít: Berndorf (333 lakos 2017-ben) és
Hausmannstätten (2844 lakos).
A környező önkormányzatok: délre Fernitz-Mellach, nyugatra Gössendorf, északra Raaba-Grambach, északkeletre Vasoldsberg, délkeletre Empersdorf.

## Története
Hausmannstätten 1850-ben alakította meg községi önkormányzatát. Miután Ausztria 1938-ban csatlakozott a Német Birodalomhoz, a Stéjerországi reichsgauba kerültek, majd a második világháború után 1955-ig a brit megszállási zónához tartozott. 
A település 1987-ben kapott mezővárosi rangot.

## Lakosság
A hausmannstätteni önkormányzat területén 2017 januárjában 3177 fő élt. A lakosságszám az 1960-as években kezdett dinamikus növekedésbe (azóta kb. megnégyszereződött), elsősorban a Grazból a környező településekre kiköltözők miatt. 2015-ben a helybeliek 93,1%-a volt osztrák állampolgár; a külföldiek közül 2,3% a régi (2004 előtti), 3,4% az új EU-tagállamokból érkezett. 2001-ben a lakosok 84,2%-a római katolikusnak, 3,3% evangélikusnak, 1,3% mohamedánnak, 9% pedig felekezet nélkülinek vallotta magát. Ugyanekkor 15 magyar élt a mezővárosban.

## Látnivalók
- a Pfeilerhof-kastély
- a barokk Szentháromság-templom 1665-ben épült. Plébániája 1787-ben készült el.

## Testvértelepülések
- Pécsvárad (Magyarország)

## Fordítás
- Ez a szócikk részben vagy egészben  a   Hausmannstätten című német Wikipédia-szócikk ezen változatának fordításán alapul.  Az eredeti cikk szerkesztőit annak laptörténete sorolja fel. Ez a jelzés csupán a megfogalmazás eredetét és a szerzői jogokat jelzi, nem szolgál a cikkben szereplő információk forrásmegjelöléseként.